# Yoshiko Tanaka
Yoshiko Tanaka (田中 好子?, Tanaka Yoshiko; ...) è una sciatrice alpina giapponese paralimpica, che ha rappresentato il Giappone nello sci alpino ai Campionati mondiali del 2009 (vincitrice di una medaglia di bronzo) e 2013 e alle Paralimpiadi invernali del 2006, 2010, 2014 e 2022.

## Biografia
A Tanaka mancano entrambe le gambe sotto il ginocchio. Ha iniziato a sciare nel 1998 a Nagano, e a livello internazionale, per la nazionale giapponese, nel 2005, in Austria, allenata da Saori Ishii. Nel 2016 si è fratturata la clavicola destra.
Lavora come impiegata.

## Carriera

### Campionati mondiali
Ai Campionati mondiali IPC di Kangwonland in Sud Corea del 2009, Tanaka ha vinto la medaglia di bronzo nello slalom speciale, posizionandosi quarta nella discesa libera, quinta in supercombinata e sesta nel superG.
Quattro anni dopo, ai Campionati mondiali di La Molina, in Spagna del 2009, Tanaka è arrivata quarta nello slalom speciale e sesta nello slalom gigante.

### Paralimpiadi
Alle Paralimpiadi invernali, Tanaka è arrivata all'8º posto nello slalom speciale nel 2006 (tempo 2:05.46), al 7º posto nello slalom speciale in 2:35.79 e nello slalom gigante (in 3:20.50) nel 2014 e al 4º posto in supercombinata (con un tempo di 2:45.14) nel 2022, 5° nel superG, 6° nello slalom speciale.
Tanaka ha partecipato anche alle Paralimpiadi di Vancouver del 2010, gareggiando nello slalom gigante e speciale, senza ottenere risultati notevoli.

## Palmarès

### Mondiali
- 1 medaglia:
  - 1 bronzo (slalom speciale a Kangwonland 2009)

## Premi e riconoscimenti
- Premio Speciale Para Sport della Prefettura di Nagano (2013)